# 有機礦物

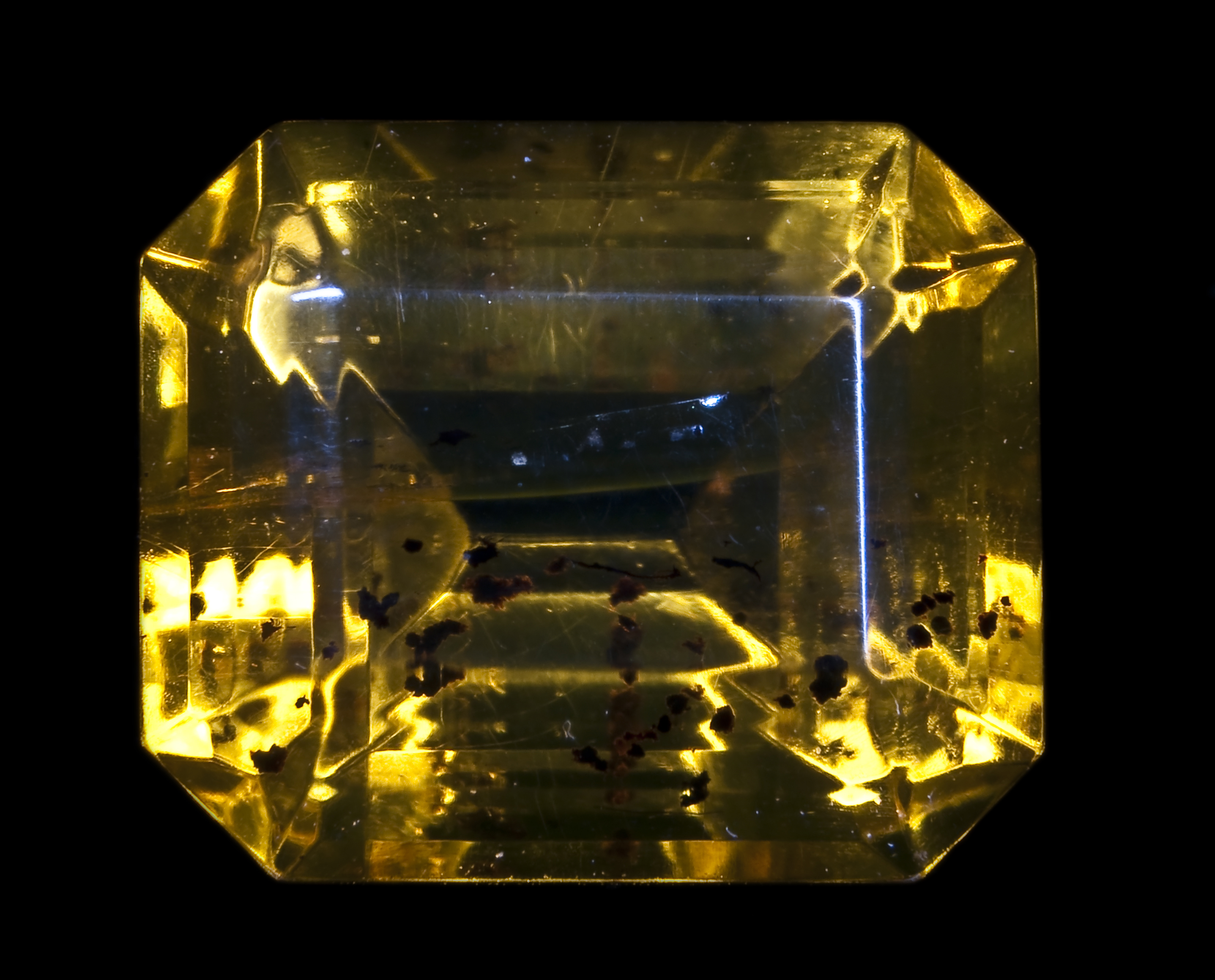
來自匈牙利的蜜蠟石寶石

有機礦物是礦物形式的有機化合物。有機礦物分為三類：烴類（僅含氫和碳）、有機酸鹽和雜項。有機礦物很少見，而且往往具有特殊的環境，例如仙人掌化石和蝙蝠糞。礦物學家使用統計模型預測，未發現的有機礦物種類比已知的要多。

## 分類
在提议的第10版尼克爾-斯特倫茨分類中，有机矿物是十大主要矿物类别之一。该类别分为三个亚类：有机酸盐、烴類和雜項有机矿物。

### 烴類

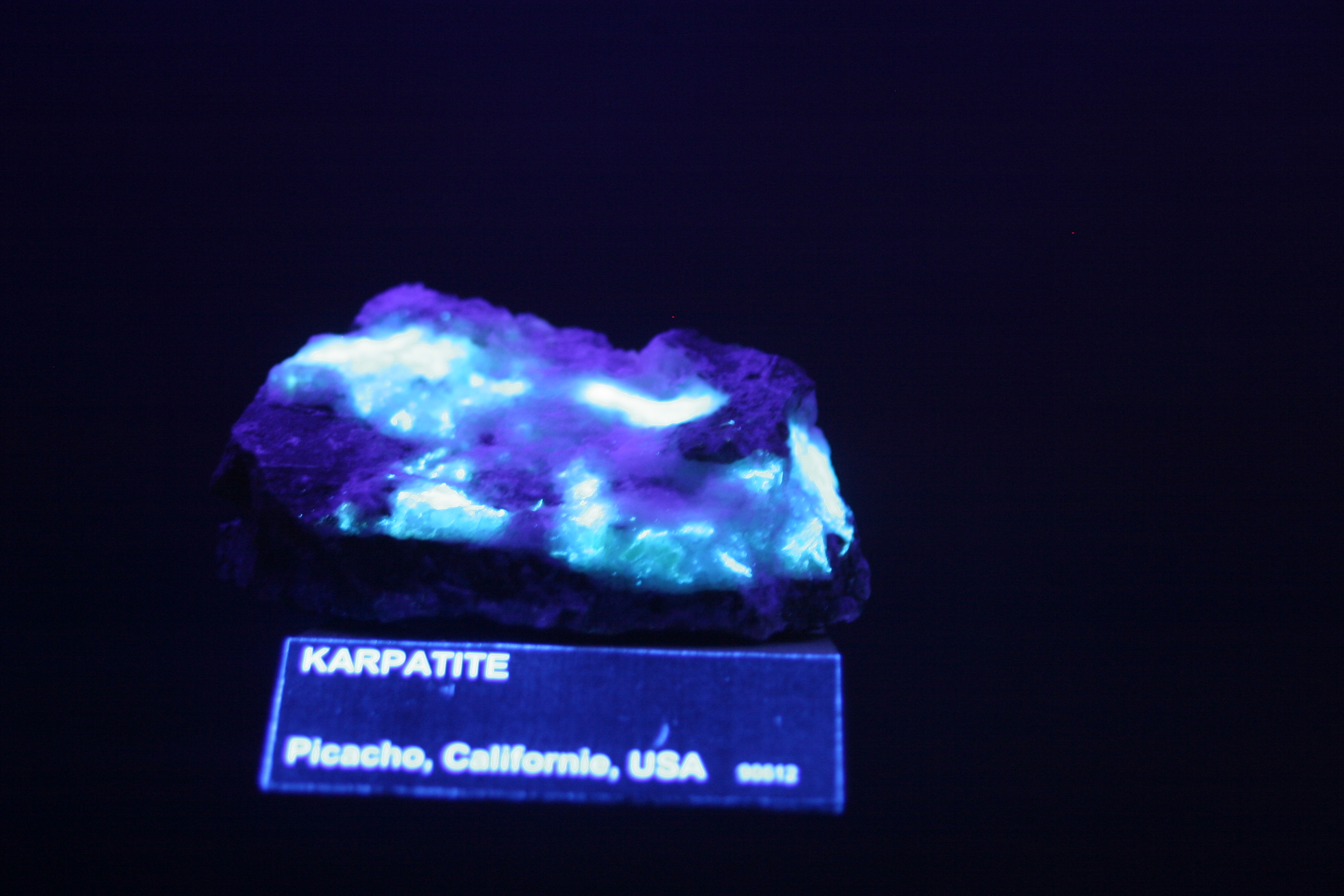
紫外光下黃地蠟的藍色熒光。

顧名思義，烴類礦物完全由碳和氫組成。有些是無機形式的多環芳香烴 (PAH) 化合物。如黃地蠟幾乎是純的蒄。 黃地蠟以淡黃色薄片形式沉積在閃長岩（一種火成岩）和泥硬岩（一種沉積岩）之間的裂縫中； 它因在紫外線下發出美麗的藍色熒光而備受喜愛。一種關於它們形成的理論涉及埋藏PAH化合物，直到它們達到可以發生熱解的溫度，然後向地表熱液輸送，在此期間沉澱出來的礦物質的成分取決於溫度。

### 有機酸鹽
有機酸鹽是有機酸與鹼結合而成的化合物。此類組最大的是草酸鹽，它結合了C
2O2−
4與陽離子。其中很大一部分帶有水分子，如草酸鈣石和水草酸鈣石。在如樹根之類的植物材料與礦體相互作用的地方，人們可以找到含有過渡金屬的草酸鹽。

### 雜項
一些有機礦物質不屬於上述類別。如卟啉鎳石（C
31H
32N
4Ni），與血基質（一種鐵陽離子卟啉）、葉綠素（一種鎂陽離子卟啉）等生物分子密切相關，但其本身並不存在於生物系統中。相反，它存在於油頁岩的裂縫表面。來自蝙蝠糞和尿液的尿素在非常乾旱的條件下也以礦物質的形式出現。在達納和斯特倫茨分類中，琥珀被認為是一種有機礦物，但這種分類並未得到國際礦物學協會 (IMA) 的批准。其他來源稱其為准礦物，因為其沒有晶體結構。

## 延伸閱讀
- Blumer, Max. . Scientific American. March 1976, 234 (3): 35–45. JSTOR 24950303. doi:10.1038/scientificamerican0376-34.
- Hazen, R. M.; Downs, R. T.; Kah, L.; Sverjensky, D. . Reviews in Mineralogy and Geochemistry. 13 February 2013, 75 (1): 79–107. doi:10.2138/rmg.2013.75.4.